# Karbón

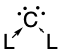
Karbón

A karbónok 1D gerjesztett állapotú, 0 formális oxidációs számú szénatomot tartalmazó molekulák, ahol a szén mind a 4 vegyértékelektronja kötést nem létesítő magányos párt alkot. E szénalapú vegyületek képlete CL1L2, ahol L erős σ-donor ligandum, általában foszfin (karbodifoszforánok) vagy N-heterociklikus karbén (karbodikarbének), ezek stabilizálják a központi szénatomot donor-akceptor kötésekkel. A karbónok molekulapályái nagy energiájúak, σ- és π-szimmetrikusak, így e vegyületek erős Lewis-bázisok és π-visszdonor szubsztituensek. Protonaffinitásuk magas, továbbá nukleofilek, lehetővé téve számos fémmel a komplexképzést. A karbónkoordinált elemek ezenkívül eltérő reakciókat mutatnak, és számos szerves és főcsoportbeli reakciót katalizálhatnak.    

## Szerkezet

### Karbodifoszforánok
A karbodifoszforánok kezdeti szintéziseiben szerkezetüket egy, a központi szén és a két foszfor közti kettős kötésekkel rendelkező és egy egyes kötésekkel, a foszforatomokon egy-egy pozitív, a szénatomon két negatív töltéssel rendelkező vegyület rezonanciájaként írták le.

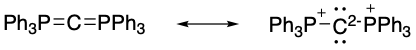
A karbodifoszforán rezonanciaszerkezete

Azonban a hexafenilkarbodifoszforánban számítások szerint a legmagasabb foglalt molekulapályák elsősorban a szénatomon vannak, ezek σ- és π-szimmetrikus nem kötő pályák. További számítások a központi szén és a komplexált foszforatomok közt σ-kötő pályákat mutatott ki, a foszforra lokalizált pályákat nem, vagyis a foszforatomok magányos párjaikat a szén szabad vegyértékpályáira helyezték donor-akceptor komplexet adva. Krisztallográfiai adatok szerint a hexafenilkarbodifoszforán V alakú, a P–C–P kötésszög 131,7°.  

### Karbodikarbének
A karbodikarbének szerkezete a karbodifoszforánokéra hasonlít. Egy N-metilkarbodikarbén egy allénben általánosan jellemző C=C kötésénél (1,358 Å; a propadiénben például 1,308 Å) csak kevéssel hosszabb, de jelentősen hajlott a kötésszög (131,8°, egy lineáris allénben 180°). Röntgenkrisztallográfiai mérések szerint a C=C kötés 1,348 Å, a C–C–C kötésszög 131,8°, ami megfelel a központi szénatomon lévő két magányos elektronpárnak. További számítások szerint a két legmagasabb foglalt molekulapálya a középső szénatomon van két magányos párként a hexafenilkarbodifoszforánhoz hasonlóan, de a π-szimmetrikus pálya jobban delokalizálódik az N-heterociklikus karbének szénatomjára, mivel jobb π-akceptorok. Ez alapján feltehetően az NHC ligandumok és a formális C(0) atom közt donor-akceptor kötés van.

### Egyéb karbének
A foszfaketén-ilidek (R1R2R3P=C=C=O) és a szén-szuboxid (O=C=C=C=O) is karbónszerű tulajdonságokat mutat, ahol egy C(0)-atom donor-akceptor kölcsönhatásban van a szén-monoxiddal. A trifenilfoszforanilidénketén (Ph3P=C=C=O) P–C–C kötésszöge 145,5°, mely más C(0)-vegyületek V alakjának felel meg. Bár számítások és kísérletek szerint is lineárisnak bizonyult a szén-szuboxid, ugyane modellek csupán 7,9 kJ/mol energiakülönbséget határoztak meg a lineáris és a V alakú szén-szuboxid közt. A könnyű hajlás és a szén nagymértékű közreműködése a két legmagasabb foglalt molekulapályában némi karbónjelleget okoz a lineáris alak ellenére.

## Szintézis

### Karbodifoszforánok
Karbodifoszforánok előállíthatók például redukálószerrel széntartalmú reagensen +2 vagy +4 oxidációs számmal. Az első karbodifoszforánt 1961-ben így állították elő Ramirez et al. Metilidbisz(trifenilfoszfónium)-bromid diglimes oldatban káliummal való keverésekor a kálium a kiindulási anyagot redukálta hexafenilkarbodifoszforánná, ez stabil, sárga, kristályos anyag.

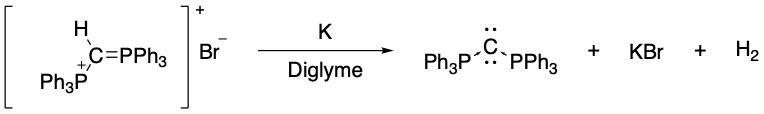
Az első karbodifoszforán-szintézis

Egy másik módszer alkilkarbodifoszforánok szintézisére a C(IV)- vagy C(II)-tartalmú kiindulási anyagok deprotonálása vagy eliminációja. C(IV)- vagy C(II)-difoszfinsó reakciója erős bázissal, például nátrium-hidriddel vagy -amiddal a központi szenet deprotonálhatja a megfelelő karbodifoszforánt adva. Továbbá egy halogenidszubsztituált foszfóniumsó eliminálhat erős bázis mellett karbodifoszforánt adva.

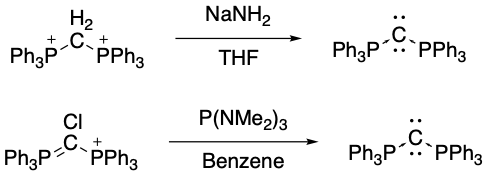
További alkilkarbodifoszforán-szintézisek

Még szélesebb körben is ismertek szintézismódszerek. A metiléndifoszfinok hexafluoracetonnal vagy tioacetonnal reagálva O-, illetve S-szubsztituált karbodifoszforánokat adnak. Gyűrűs karbodifoszforánok állíthatók elő bisz(diizopropilamino)foszfino-diazometánnal bisz(dialkilamino)foszfénium-trifluormetánszulfonáttal benzonitril-feleslegben, amit bisz(trimetilszilil)aminnal deprotonálás követ

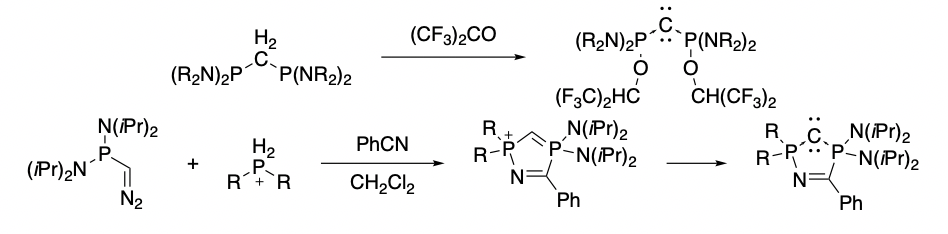
További karbodifoszforán-szintézisek

### Karbodikarbének
Az első karbodikarbént 2008-ban szintetizálták Dyker et al. Először bisz(N-metilbenzimidazol-2-il)metánt alkiláltak metil-trifluormetánszulfonáttal, a második lépés a C(II)-species deprotonálása kálium-bisz(trimetilszilil)amiddal (KHMDS), a megfelelő NHC-szubsztituált karbónt adva.

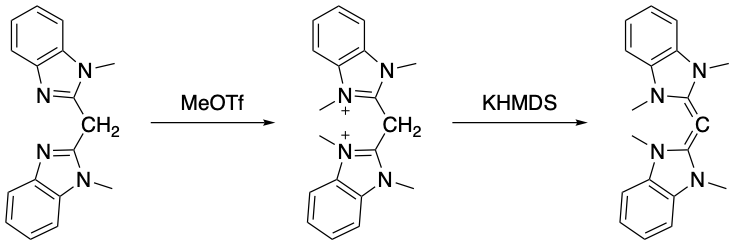
Az első karbodikarbén-szintézis

Hasonló aciklikus karbodikarbének előállíthatók immóniumsókból két kiindulási anyag dimetilacetamidos (DMA) kondenzációjával, dimetilaminnal való nukleofil szubsztitúcióval, majd n-butillítiumos deprotonációval karbodikarbénként működő tetraaminoallén jön létre. Aszimmetrikus karbodikarbén-szintézist fejlesztettek ki Chen et al. 2015-ben egyszerű nukleofil szubsztitúcióval. NHC-szubsztituált alkén reakciója eltérő NHC-molekularészt tartalmazó tioéterrel egy két eltérő szubsztituensű karbodikarbénné deprotonálható terméket ad.

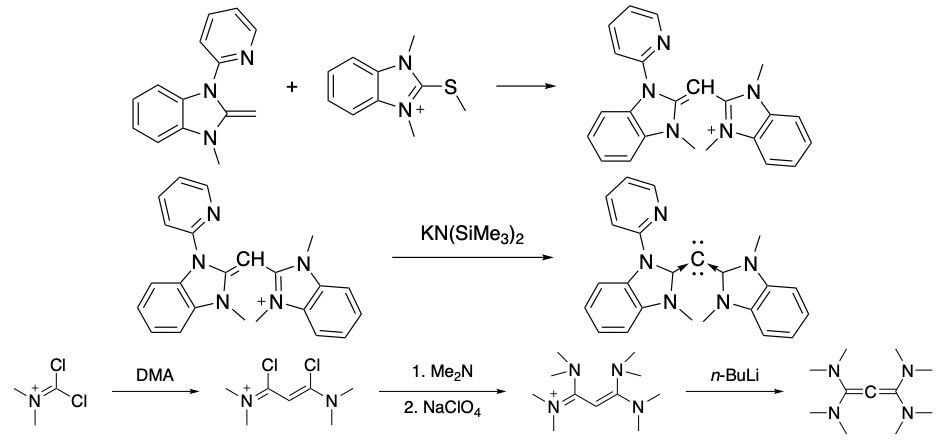
Alternatív karbodikarbén-szintézisek

## Reakciói

### Bazicitás
A két magányos pár a központi szénatomon lehetővé teszi a karbónok Brønsted–Lowry-báziskénti viselkedését és két proton akcepcióját savról. A karbodifoszforánok első protonaffinitása 875,7 kJ/mol-tól 1203 kJ/mol-ig terjed, a második 295-től 790,4 kJ/mol-ig. A kálium-hidroxid protonaffinitása 1101,8 kJ/mol, vagyis a karbodifoszforánok erős bázisként működhetnek A karbodikarbének még erősebb bázisok, első protonaffinitásuk akár 1231 kJ/mol is lehet.  Második protonaffinitásuk azonban a karbodifoszforánokéhoz hasonló, és az NHC-szubsztituenstől függ, értéke 649,8-től 704,6 kJ/mol-ig terjed. Ennek oka a π-szimmetrikus elektronpár delokalizációja az NHC-szubsztituensek szénatomjai közt, növelve a második protonaffinitás függését a szubsztituenstől.

### Ligandumok
Amellett, hogy erős bázisok, a karbónok nukleofilok és átmenetifémekkel és főcsoportbeli elemekkel erős Lewis-bázisként is viselkednek. Számítások szerint a volfrámhoz és nikkelhez erősen kötődnek a karbodifoszforánok, e kötés egyes vegyületekben a szén-monoxidénál is erősebb. Számos fém-karbodifoszforán komplexet is felfedeztek például volfrámmal, nikkellel,rézzel, ezüsttel és arannyal. Az aranykomplex az első geminális diaranykomplex, és a karbodifoszforánok a központi szénatomon két magányos párral rendelkező C(0)-vegyület jellegét igazolja, melyek az aranyhoz kerülnek.

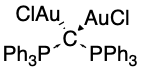
Gem-Diaranykomplex hexafenilkarbodifoszforánból

A karbodikarbénekről is kimutatták, hogy különböző átmenetifémekkel, például ródiummal és arannyal komplexet képeznek. Előbbi esetben a ródium-karbonil komplex karbodikarbénhez koordinálva a C–O nyúlási frekvencia 2014 cm−1 volt, sokkal kisebb, mint NHC-hez koordinált ródium esetén (2036 és 2058 cm−1 közt), mely az erős π-donor-hatást jelzi a karbón második magányos párjában.

### Reakciók átmenetifém-komplexekben
A karbónligandumot tartalmazó átmenetifém-komplexek számos reakción mehetnek keresztül. 2015-ben Pranckevicius et al. ruténium(II)-katalizátort állított elő két eltérő karbodikarbén-ligandumhoz koordinálva, mely képes alkének katalitikus diasztereoszelektív hidrogénezésére a Crabtree-katalizátorhoz hasonló mértékű aktivitással. Palládium(II)-katalizátorok bisz(piridin)karbodikarbén-ligandumokkal katalizálják a Szuzuki–Mijaura- és a Heck–Mizoroki-kapcsolásosreakciókat, a Rh(I)-katalizátorok képesek diének hidroaminálására és hidroarilálására.

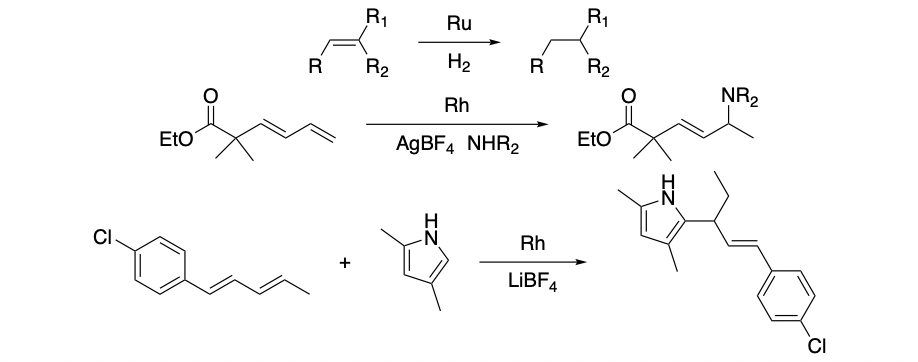
Átmenetifém-katalizált reakciók karbónligandumot tartalmazó katalizátorral

### Reakciók főcsoportbeli komplexekben
A karbónok komplexet képezhetnek főcsoportbeli elemekkel. Erős σ- és π-donor jellegük révén reaktív főcsoportbelielem-alapú specieseket stabilizálhatnak. A karbodikarbének bórvegyületek, például hasznos optikai tulajdonságokkal és dikationos 3 koordinációs számú bórhidrogénnel rendelkező boréniumionok szintézisére használható, Stabil π-kötő jellegű szén-bizmut speciesek szintézisére is használhatók. A karbodikarbének fontosak a berilliumvegyületek előállításában öttagú berillaciklus C–H aktivációs szintézisével és berillaciklusok gyűrűbővüléseiben is.

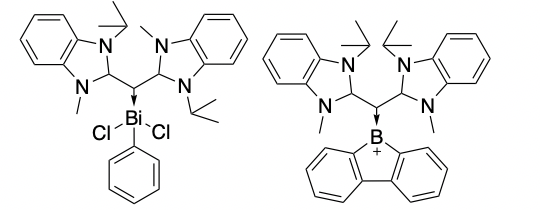
Példák karbodikarbének stabilizálta főcsoportbeli komplexekre

## Fordítás
Ez a szócikk részben vagy egészben  a   Carbones című angol Wikipédia-szócikk ezen változatának fordításán alapul.  Az eredeti cikk szerkesztőit annak laptörténete sorolja fel. Ez a jelzés csupán a megfogalmazás eredetét és a szerzői jogokat jelzi, nem szolgál a cikkben szereplő információk forrásmegjelöléseként.